# إسكتلندا في عهد الإمبراطورية الرومانية
يغطي تاريخ اسكتلندا في عهد الإمبراطورية الرومانية فترة فجر التاريخ التي تفاعلت خلالها الإمبراطورية الرومانية مع البلاد التي أصبحت تعرف اليوم باسكتلندا، والتي أطلق عليها الرومان اسم كاليدونيا. بلغت الفيالق الرومانية هذه المنطقة في عام 71م بعد أن فتحت أرض بريطانيا (إنجلترا وويلز) التي سادتها القبائل الكلتية على مدى العقود الثلاثة المنصرمة. غزا الرومان كاليدونيا تحت قيادة سيراليس ونيياس جولياس أغريقولا في سبعينيات وثمانينيات القرن الميلادي الأول بعد ان هَزموا القبائل الكلتية في معركة مونس غروبيوس. ويبدو أن الرومان قاموا بعد ذلك بحملة بحرية باتجاه الجزيرة مثل تلك التي قام بها الإغريق سابقًا وفرضوا سيطرتهم على القبائل المحلية هناك. امتدت السيطرة الرومانية على كامل خط جاسك ريدج ثم انسحبوا إلى جنوب خط سولواي فيرث، وحموا مناطق نفوذهم بسور هادريان. حاول العديد من القادة الرومان غزو الأراضي الواقعة شمال هذا السور بالكامل، إلا أن المؤرخين اليوم يعتقدون أن الرومان لم يحكموا في أي وقت أكثر من نصف اسكتلندا الحالية، وأن جيوش الرومان توقفت عن التأثير على المنطقة بعد حوالي عام 211م.
تاريخ هذه الفترة معقد وغير موثق بشكل جيد، فمثلًا قد يشير مصطلح مقاطعة فالنتيا إلى الأراضي الموجودة بين السورين الذين أقامهما الرومان، أو المنطقة المحيطة بسور هادريان، أو مقاطعة ويلز الرومانية. احتفظ الرومان بمعظم أراضيهم في كاليدونيا لفترة 40 عامًا تقريبًا، ومن المحتمل أن سيطرتهم على الأراضي الاسكتلندية امتدت ما يزيد عن 80 عامًا. يعتقد بعض المؤرخين الاسكتلنديين مثل أليستر موفات أن التأثير الروماني على اسكتلندا كان سطحيًا وغير مهم.

## فجر التاريخ الإسكتلندي

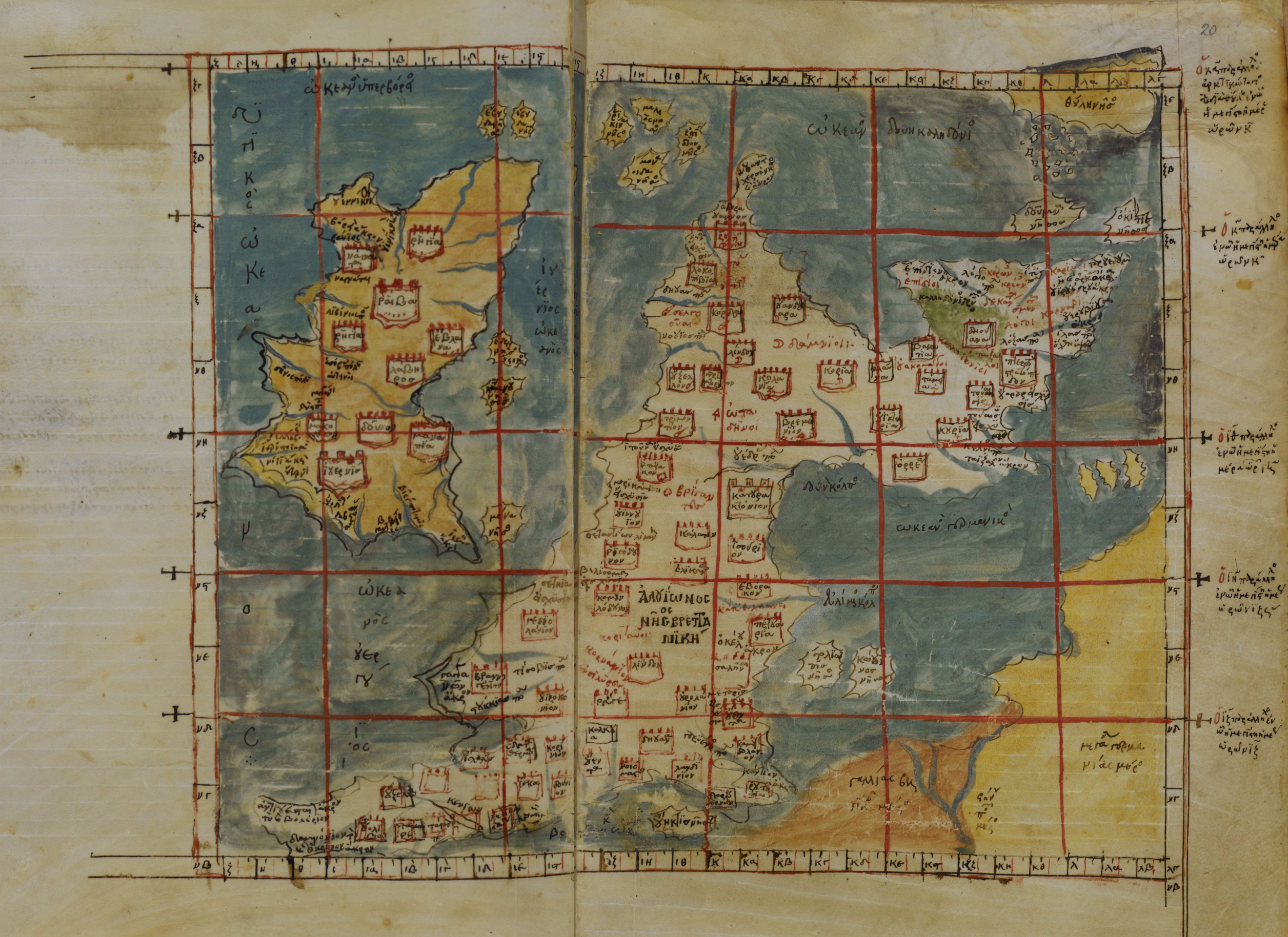
خريطة إغريقية من وصف بطليموس للجزر البريطانية تظهر عليها دورانه لاسكتلندا من جهة اليمين.

كانت اسكتلندا مأهولة بالسكان منذ آلاف السنين قبل وصول الرومان، ومع ذلك لم تذكر اسكتلندا في التاريخ قبل الفترة الإغريقية الرومانية.
ذكر أرسطو في كتابه «الكون» جزيرتين كبيرتين جدًا تدعى الأولى ألبيون (بريطانيا العظمى) والثانية إرن (أيرلندا). زار المستكشف والجغرافي الإغريقي بيثياس بريطانيا في وقت ما بين أعوام 322 و285 قبل الميلاد. أول تسجيل مكتوب لعلاقة رسمية بين روما واسكتلندا هو حضور «ملك أوركني» الذي كان واحدًا من الملوك الأحد عشر الذين حكموا بريطانيا إلى الإمبراطور كلوديوس في كولشيستر في عام 43 بعد الفتح الروماني لجنوب بريطانيا قبل ثلاثة أشهر تقريبًا. ويقترح المؤرخون وجود علاقات سابقة بين روما وأوركني، على الرغم من عدم العثور على أي دليل يدعم ذلك. حدد بطليموس أسماء 18 قبيلة في اسكتلندا، وربما كان يعتمد على مصادر معلومات سابقة بالإضافة إلى روايات معاصرة لغزو أغريكولان، لكن العديد من هذه الأسماء غامضة، بالإضافة إلى أن المعلومات التي يقدمها عن الشمال والغرب أقل دقة وموثقية، ما يشير إلى أن المعرفة الرومانية المبكرة بهذه المنطقة اقتصرت على الملاحظات التي أخذت من البحر.

## ثقافة العصر الحديدي في اسكتلندا

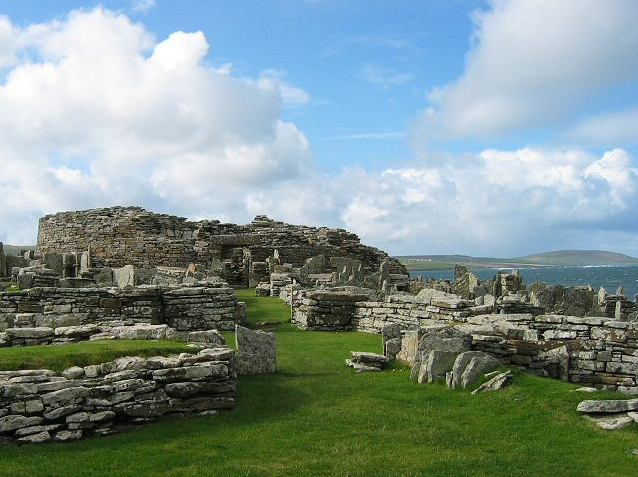
أنقاض قرية بروخ غورنس في أرخبيل أوركني

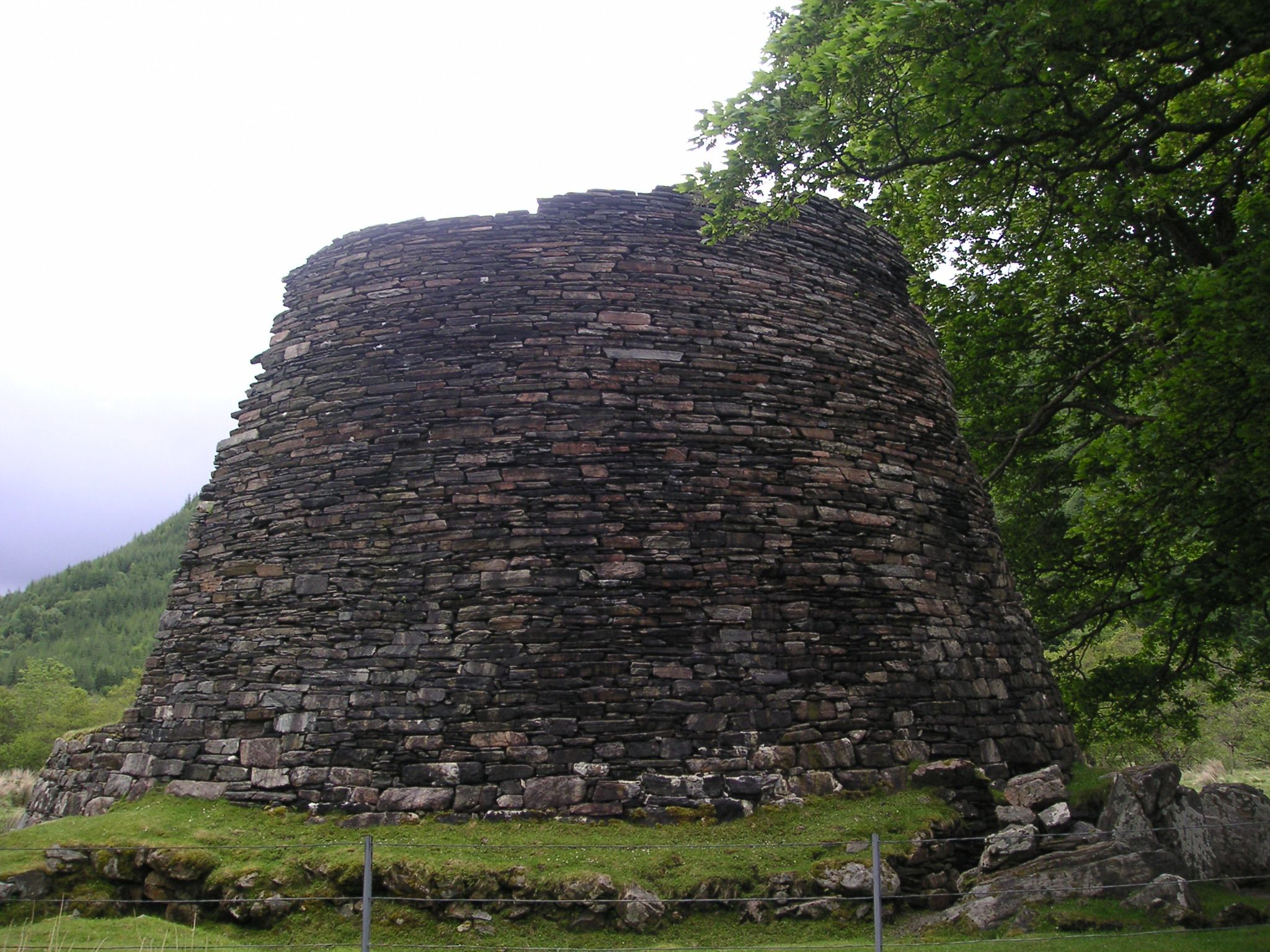
بروخ دون تيلف في منطقة لوخ آلش

تشمل القبائل التي ذكرها بطليموس: كورنوفي في كيثنس وكيرني وسمرتاي وكارنونا وديكانتاي ولوجي وكريونز في الشمال وتاكسيلي في الشمال الشرقي وإبيدي في أرغيل وفينيكونس في فايف وكاليدونيون في المرتفعات الاسكتلندية الوسطى وقبائل فاكوماجي التي تمركزت بالقرب من ستراثمور. ومن المحتمل أن كل هذه القبائل تحدثت بلغة بريتينيك وهي من اللغات الكلتية. وعلى الرغم من اكتشاف عدة مئات من مواقع العصر الحديدي في اسكتلندا، لا تزال طبيعة الحياة هناك في فترة العصر المسيحي المبكر غير معروفة بدقة، حتى أن التأريخ بالكربون المشع لهذه الفترة غير واضح ولا يُفهم التسلسل الزمني بشكل جيد. تركز جزء كبير من الأعمال الأثرية في اسكتلندا حتى الآن على الجزر الغربية والشمالية لأسباب متنوعة، بالإضافة لأن الحفريات في البر الرئيسي لاسكتلندا ما تزال محدودة النطاق.
عاشت شعوب العصر الحديدي الإسكتلندي في مبانٍ حجرية كبيرة خاصة في الشمال والغرب، وتتواجد بقايا المئات من هذه المنازل في جميع أنحاء البلاد، بعضها مجرد أكوام من الأنقاض، وبعضها لا يزال يحتفظ بتصميمه وروعته حتى الآن، ويعتقد أن تاريخها يتراوح من حوالي 800 ق.م إلى 300 ق.م، مع الإشارة إلى أن أكثرها إتقانًا يعود للقرن الثاني قبل الميلاد. أكبر الأبنية التي يعود تاريخها إلى هذه الفترة هي أبراج البروش الدائرية، والتي يصل ارتفاعها إلى بضعة أمتار فوق مستوى سطح الأرض، وهناك ما لا يقل عن 100 موقع لأبراج بروش في اسكتلندا. على الرغم من الأبحاث العديدة فإن الغرض منها وطبيعة المجتمعات التي أنشأتها لا يزال غير واضح بدقة.
تُظهر الأبنية التي تعود للعصر الحديدي في اسكتلندا -على عكس كل التاريخ المسجل تقريبًا حتى يومنا هذا- عدم وجود نخبة حاكمة في المجتمع الإسكتلندي في تلك الفترة. وأن أغلب السكان كانوا يعيشون في هذه المنازل الحجرية المستديرة ذات الجدران السميكة، ورغم أن أنماط الاستيطان والسكن خلال العصر الحديدي في اسكتلندا ليست متجانسة، ولكن هذه الأبنية لا تظهر وجود فئة متميزة تعيش في قلاع أو حصون كبيرة أو طبقة كهنوتية أو حتى طبقة فقيرة من الفلاحين الذين لم يتمكنوا من العيش في هذه المساكن.